# 元仁
元仁（）は、日本の元号の一つ。貞応の後、嘉禄の前。1224年から1225年までの期間を指す。この時代の天皇は後堀河天皇。鎌倉幕府将軍は空位、執権は北条泰時。

## 改元
- 貞応3年11月20日（ユリウス暦1224年12月31日）：改元。天変炎旱による（百錬抄）とされる。
- 元仁2年4月20日（ユリウス暦1225年5月28日）：嘉禄に改元。

## 元仁期におきた出来事
元年
- 6月13日：北条義時死去。
- 6月28日：北条泰時、第3代執権となる。
- 7月：伊賀氏事件。

## 西暦との対照表
※は小の月を示す。
| 元仁元年（甲申） | 一月      | 二月 | 三月※ | 四月 | 五月  | 六月※ | 七月  | 閏七月※ | 八月※ | 九月  | 十月※   | 十一月 | 十二月※   |
| ---------------- | --------- | ---- | ----- | ---- | ----- | ----- | ----- | ------- | ----- | ----- | ------- | ------ | --------- |
| ユリウス暦       | 1224/1/22 | 2/21 | 3/22  | 4/20 | 5/20  | 6/19  | 7/18  | 8/17    | 9/15  | 10/14 | 11/13   | 12/12  | 1225/1/11 |
| 元仁二年（乙酉） | 一月      | 二月 | 三月※ | 四月 | 五月※ | 六月  | 七月※ | 八月    | 九月※ | 十月  | 十一月※ | 十二月 |           |
| ユリウス暦       | 1225/2/9  | 3/11 | 4/10  | 5/9  | 6/8   | 7/7   | 8/6   | 9/4     | 10/4  | 11/2  | 12/2    | 12/31  |           |